# Rodžers Park (Čikago)
Rodžers Park (engl. Rogers Park) je jedna od 77 gradskih oblasti u Čikagu. Nalazi se na severnom delu grada. Lojola univerzitet se nalazi na ovom delu grada.

## Istorija
Između 1830-tih i 1856-te godine je irac Filip Rodžers je kupio znatnu površinu zemljišta u severnom Čikagu. Njegov sin Patrik Touhi je podelio posed 1872. Ovo mesto je postalo zvanično naselje 1878, a deo Čikaga 1893. Prolazak Metro linije u 1915. je doprineo rastu komšiluka.

## Populacija
Demagrafski profil naselja:
- 1930: 57,094
- 1960: 56,888
- 1990: 60,378
- 2000: 63,484